# Budzień
Budzień (do 1945 niem. Schutzendorf) – osada w północno-zachodniej Polsce, położona w województwie zachodniopomorskim, w powiecie goleniowskim, w gminie Stepnica.

## Położenie
Położona na skraju Doliny Dolnej Odry i Równiny Goleniowskiej, w Puszczy Goleniowskiej, ok. 0,5 km od drogi nr 112, łączącej Modrzewie ze Stepnicą, i 7 km na południowy wschód od samej Stepnicy, obecnie ok. 105 mieszkańców.

## Historia
W latach 1975–1998 miejscowość należała do województwa szczecińskiego.
Według danych z 31 grudnia 2009 r. osadę zamieszkiwało 110 osób.

## Charakter i zabudowa
Obecnie osada zachowała charakter ulicówki. Zabudowa pochodzi prawie w całości z początków XX wieku, są to w większości 2-budynkowe zagrody, rzadko urozmaicone obecnością stodół. Polna droga prowadząca do wsi obsadzona jest topolami i klonami. We wsi zachował się XIX-wieczny cmentarz poewangelicki, położony przy drodze dojazdowej, mocno zatarty, z fragmentami starodrzewu oraz nagrobków. Okolice wsi to ciekawe tereny bagienne, nieopodal przepływa rzeka Krępa i znajduje się rezerwat przyrody Wilcze Uroczysko. Ok. 3 km na północ znajduje się leśniczówka Olszanka, zaś 2 km na południe osada Gaje, należąca do sołectwa Budzień, położona tuż nad Krępą, w Puszczy Goleniowskiej, znajduje się tam dawna leśniczówka. W samej miejscowości znajduje się Kanał Królewski o długości kilku kilometrów, popularny wśród kajakarzy i wędkarzy, którzy organizują tutaj swoje zawody (koło „Okoń” z Goleniowa). Okoliczne tereny puszczańskie mają doskonałe warunki do uprawiania turystyki pieszej i rowerowej, zaś tereny na zachód i południe do ekoturystyki na terenach bagiennych. Na północ od Budzienia, w Świbnie, znajduje się Ośrodek Edukacji Leśnej, ścieżka dydaktyczna oraz wiata i miejsce na ognisko.

## Okolica
Okoliczne miejscowości: Stepnica, Bogusławie, Kąty, Święta